# Palczewice
Palczewice (do 1945 niem. Palzwitz) – wieś w Polsce położona w województwie zachodniopomorskim, w powiecie sławieńskim, w gminie Darłowo nad jeziorem Kopań.
Według danych z 28 września 2009 roku wieś miała 94 stałych mieszkańców.
W latach 1975–1998 miejscowość położona była w województwie koszalińskim.
W pobliżu tej miejscowości planowana była budowa elektrowni atomowej, lecz po protestach mieszkańców okolicznych wsi projekt porzucono.

## Zabytki
- park dworski, pozostałość po dworze[4].